# 齐兴家
齐兴家（1930年4月—2023年1月11日），男，辽宁开原人，中国电影导演，长春电影制片厂导演。曾任中国电影家协会理事。